# Никифоров, Александр Фёдорович
Александр Фёдорович Никифоров (не позднее 1720 — не ранее 1764) — русский офицер, премьер-майор, дипломат, русский консул в Бахчисарае, и вероятно, разведчик. Известен в контексте русско-турецких и русско-крымскотатарских отношений.

## Биография
В 1742 году находился в Константинополе с миссией по возвращению российских пленных из Османской империи по условиям Белградского мирного договора 1739 года.
В 1944 году русский посол в Константинополе А. А. Вешняков представил «для пользы высочайших интересов» определить «подобием консула» «искусного человека» в Крым. Первоначально затруднений с учреждением поста консула в Крыму не предвиделось, так как одновременно с представлением А. А. Вешнякова из Крыма пришло известие — от отправленного к крымскому хану поручика А. Ф. Никифорова — о желании хана иметь при своей персоне уполномоченного от киевского губернатора офицера для решения спорных вопросов, возникавших между запорожцами и татарами. Однако препятствия встретились со стороны Порты как верховного сюзерена крымского хана (нежелание давать хану внешнеполитические контакты и дозволять русскую агентуру в Крыму). Консульство учереждено не было.
В 1744 году в чине поручика Никифоров съездил в Крым для расследования взаимных претензий Крымского ханства и запорожских казаков. Итогом его деятельности было решение собрать в будущем комиссию в Запорожской Сечи при посредничестве российских офицеров. В 1745—1747 годах выполнял дипломатические поручения в Константинополе, а в 1748—1749 годах направлялся в Запорожскую Сечь для участия в работе вышеупомянутой комиссии.
В 1763 году Никифоров был назначен консулом России в Крыму для ведения пограничных дел и защиты российских торговых интересов, хотя и не знал татарского языка. Прибыл в Бахчисарай в августе 1763 года и вручил верительные грамоты хану. 30 августа получил от хана ноту с требованием подписать ряд условий, в числе которых было разрешение крымским татарам заниматься охотой и рыболовством в незаселённых приграничных землях, принадлежащих России (бывшее Дикое поле), запрет русским купцам передвигаться по Днепру до Очакова. Также Никифорову предлагалось решать пограничные споры самостоятельно, не обращаясь за консультацией и содействием к вышестоящим российским властям. С некоторыми поправками эти требования были приняты российской стороной. Однако акт об установлении консульских отношений между Россией и Крымом так и не был подписан.
Развернул сеть платной агентуры. С 1763 года находился в сношениях с драгоманом хана Якуб-агой Рудзевичем, вплоть своего до изгнания и, вероятно, тот был русским агентом влияния.
В октябре 1764 года хан Крым-Герай был смещен Портой с престола и заменен новым ханом — Селимом III Гиреем. Последний отказался продлить срок пребывания в Крыму русскому консулу, и А. Ф. Никифоров был отозван с использованием провокации.
Дипломатический скандал, из-за которого был выслан из Крыма консул связан с попыткой силой вернуть своего крепостного, который якобы принял ислам. Его 15-летний крепостной слуга Михаил Авдеев бежал, а когда Никифоров вернул его силой и подал жалобу каймакану, оказалось, что М. Авдеев принял мусульманство и теперь татары потребовали его выдачи. Попытки А. Ф. Никифорова доказать, что Авдеева напоили и обманом склонили к изменению веры и он сам отказывается от содеянного, не привели к успеху. При этом один из чиновных татар сказал: «Хотя бы и консул пришел, то мы по своим книгам и суду могли бы его обусурманить». 10 марта консул выехал из Бахчисарая. Его деятельность получила не самые положительные отзывы как у Иностранной коллегии. Новый консул на его место назначен не был.
Российский историк С. М. Соловьев писал, что «первый выбор консула в Крыму оказался неудачен».